# Liste der Monuments historiques in Ecot-la-Combe
Die Liste der Monuments historiques in Ecot-la-Combe führt die Monuments historiques in der französischen Gemeinde Ecot-la-Combe auf.

## Liste der Immobilien
| Bezeichnung             | Beschreibung | Standort              | Kennzeichnung | Schutzstatus | Datum | Bild           |
| ----------------------- | --- | --------------------- | ------------- | ------------ | ----- | -------------- |
| Château d’Ecot-la-Combe | Burg, Ende des 15. Jahrhunderts errichtet, zwischen 1796 und 1807 und in der Mitte des 19. Jahrhunderts grundlegend zum Schloss umgestaltet; Torhaus, zweite Hälfte des 17. Jahrhunderts, Wirtschaftsgebäude, 17. und frühes 18. Jahrhundert, Park, zwischen 1807 und 1832 angelegt | Rue du Château (Lage) | PA00132591    | Inscrit      | 1994  | weitere Bilder |